# Erythrospermum
Erythrospermum là chi thực vật có hoa trong họ Achariaceae.